# مركز الوثائق الإستراتيجية (مصر)
مركز الوثائق الإستراتيجية هو مركز يتبع مركز المعلومات ودعم اتخاذ القرار التابع لمجلس الوزراء المصري.

## التاريخ
أُنشئ مركز الوثائق الإستراتيجية عام 2006 لتوثيق وتسجيل سياسات التحولات الاقتصادية والإصلاح الشامل في مصر خلال الـ 25 عاما الماضية، من خلال حصر وتصنيف الوثائق المصاحبة لبرامج الإصلاح الاقتصادي والاجتماعي في مصر منذ عام 1975 وحتى الآن. وقد تم اختيار عام 1975 كنقطة بداية للتوثيق، حيث إنه شهد بداية التعثر المالي الذي أعقب حرب 1973، وصاحب ذلك بداية الاقتراض من الخارج لتعويض ما تم إنفاقه على الحرب. كما بدأت في هذه الآونة مرحلة الانفتاح الاقتصادي وصدر قانون الاستثمار.

## أهداف المشروع
- تجميع الوثائق التاريخية الخاصة بالإصلاح الاقتصادي والاجتماعي بمصر والمتناثرة في شتى الجهات ولا يوجد حصر لها، وإتاحتها في مكان واحد.
- الإسراع بتوثيق ما هو موجود من حقائق ومعلومات، هي الآن فقط في ذاكرة هؤلاء الذين شاركوا في تنفيذ برامج الإصلاح.